# Igreja de Santa Clara (Liverpool)
A Igreja de Santa Clara fica na esquina da Arundel Avenue com a York Avenue, na área do Sefton Park de Liverpool, Merseyside, Inglaterra. Ela está registrada na Lista do Patrimônio Nacional da Inglaterra como um edifício designado listado como Grau I, e é uma igreja paroquial católica romana ativa na Arquidiocese de Liverpool e na Área Pastoral de Liverpool South. É a única igreja católica romana listada como Grau I na Arquidiocese de Liverpool. Sharples e Pollard consideram-na "uma das igrejas mais imaginativas da sua data no país".

## História
A igreja foi construída em 1888-90 e paga pelos irmãos Francis e James Reynolds, que eram corretores de algodão, a um custo de £ 7.834 (equivalente a £ 870.000 em 2019). O arquiteto era Leonard Stokes, afilhado de Francis Reynolds. É considerado o "primeiro projeto eclesiástico realmente notável" de Stokes. A pedra fundamental foi colocada em 25 de Março de 1889, a igreja foi consagrada em 3 de Junho de 1890 e aberta ao culto em 20 de Julho daquele ano. Os empreiteiros da construção foram Morrison and Sons of Wavertree.

## Arquitetura

### Exterior
A igreja foi construída em tijolos de cor amarelada com faixas e enfeites de pedra Storeton e é em estilo gótico. Seu telhado é de ardósia.  A planta da igreja é composta por uma única embarcação com um pequeno transepto norte, capelas longas e baixas ao norte e sul na extremidade leste, e dois alpendres, um de cada lado da extremidade oeste. Ao longo da parede sul estão os confessionários sob um telhado inclinado. A face oeste é simples com uma grande janela de sete luzes. As varandas são triangulares; sobre o portal norte está um nicho contendo uma estátua de Santa Clara e na posição correspondente no pórtico sul está uma estátua de São Francisco. A capela sul, a Capela do Sagrado Coração, tem seu próprio telhado de sela e quatro janelas de cinco luzes de topo redondo. A capela norte é a Capela da Senhora e tem uma grande janela oeste de sete luzes. A face leste da igreja também é simples e contém uma janela curta e larga de nove luzes, sendo as duas luzes externas de cada lado cegas. O transepto é de empena com uma janela de três frentes e torre de escada com cobertura cónica que dá acesso ao sótão do órgão. No ângulo da nave e transepto encontra-se uma pequena torre octogonal com flèche de cobre.

### Interior
No interior da igreja existem contrafortes internos que são perfurados para formar estreitos corredores de passagem. Os contrafortes estão ligados por arcos que sustentam as varandas. O interior da igreja possui dez vãos com cobertura de vagão. O altar-mor datado de 1890 consiste em um grande tríptico que contém pinturas e esculturas em relevo de Robert Anning Bell e George Frampton. O púlpito de pedra foi projetado por Stokes e consiste em quatro lados de um hexágono com rendilhado aberto. A fonte tem o formato de um cálice e é feita de alabastro com capa de cobre.  As grades do altar em mármore, erguidas em 1933, estendem-se ao longo da largura da nave e das capelas. Ao redor da igreja, as Estações da Cruz são pinturas a óleo que foram instaladas em 1892 a um custo de £ 300. Nas capelas encontram-se estátuas de temas religiosos de Mayer and Company of Munich. O vitral mais antigo da igreja encontra-se na Capela do Sagrado Coração, a janela do Sagrado Coração, que foi instalada em 1906. A janela Catarina de Siena na capela foi erguida em 1912. O vitral da janela leste da igreja, representando a Crucificação, foi instalado em 1908. O loft do órgão está situado acima da Capela da Senhora.  O órgão foi construído em 1892 por Steele & Keay de Burslem e renovado em 1920 por Henry Willis &amp; Sons.

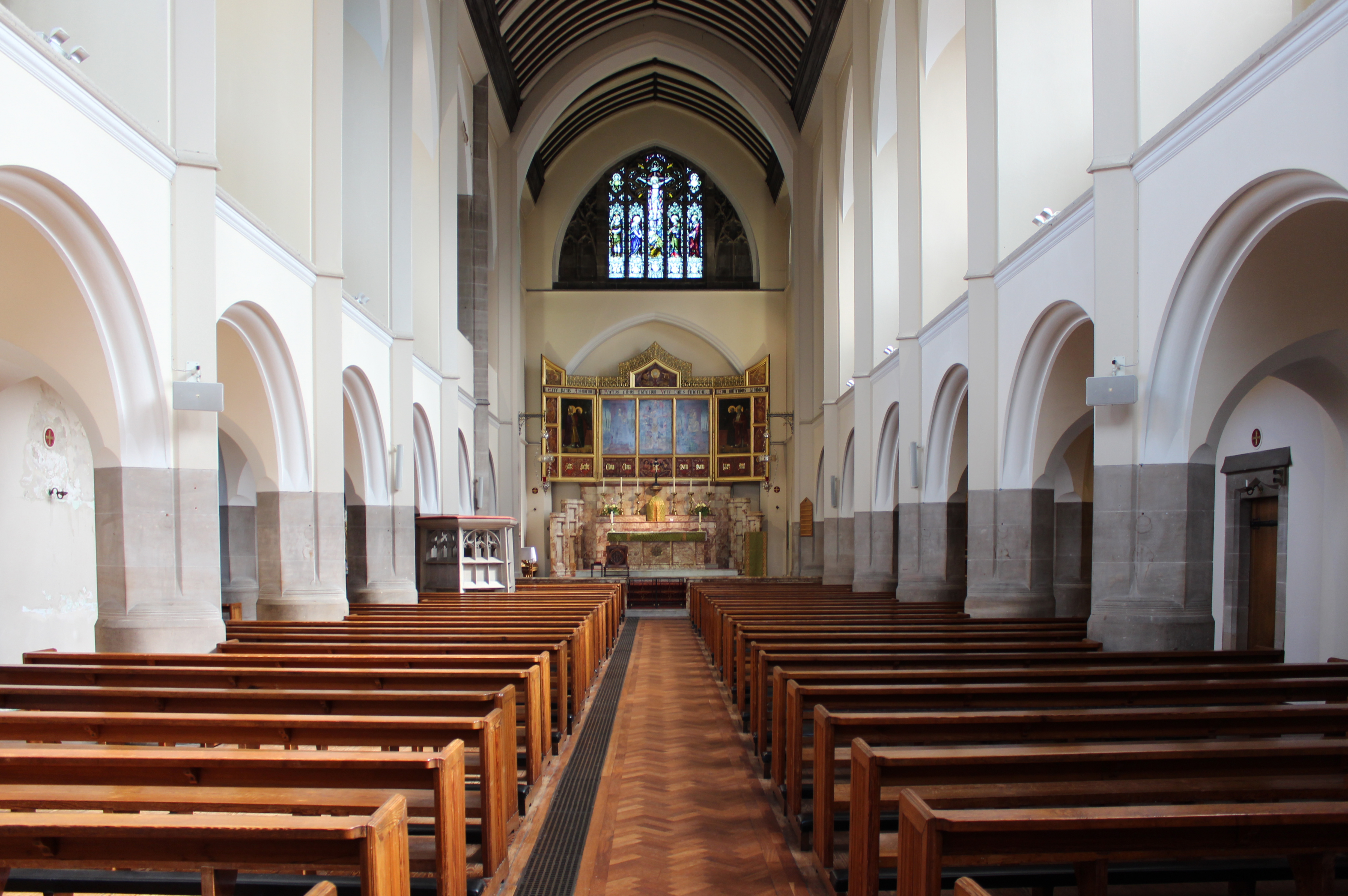
Nave
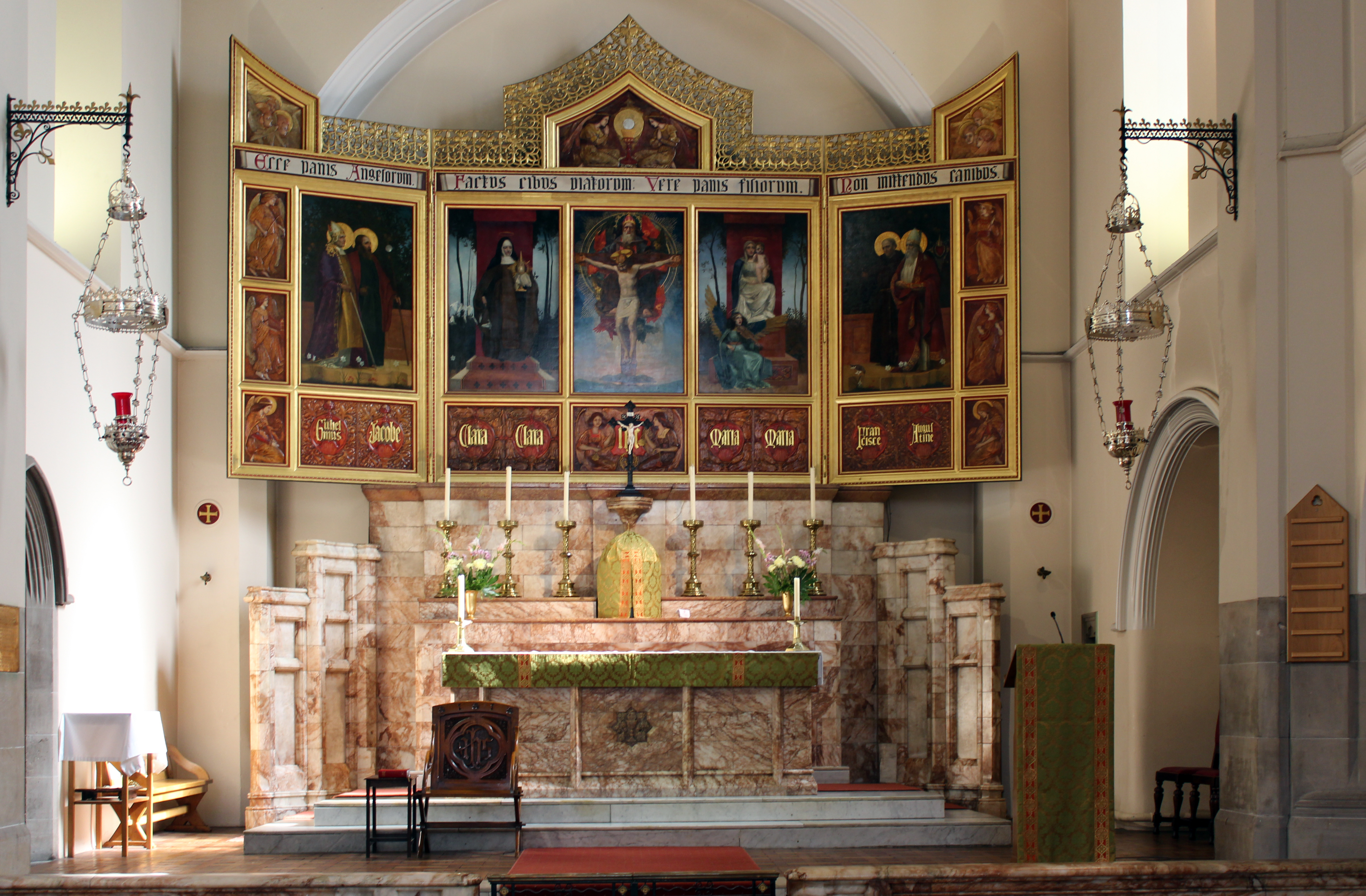
Altar
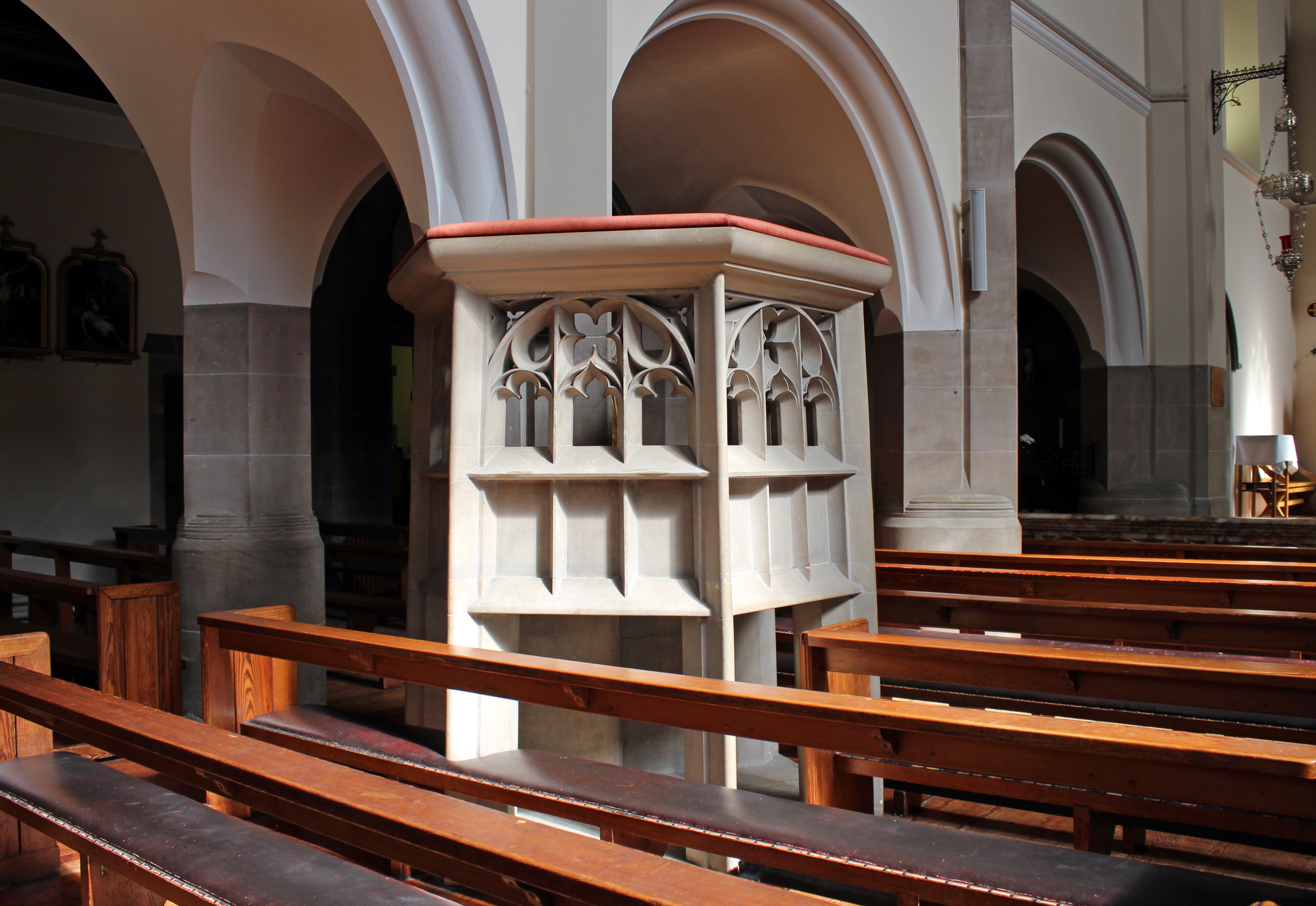
Púlpito

## Presbitério

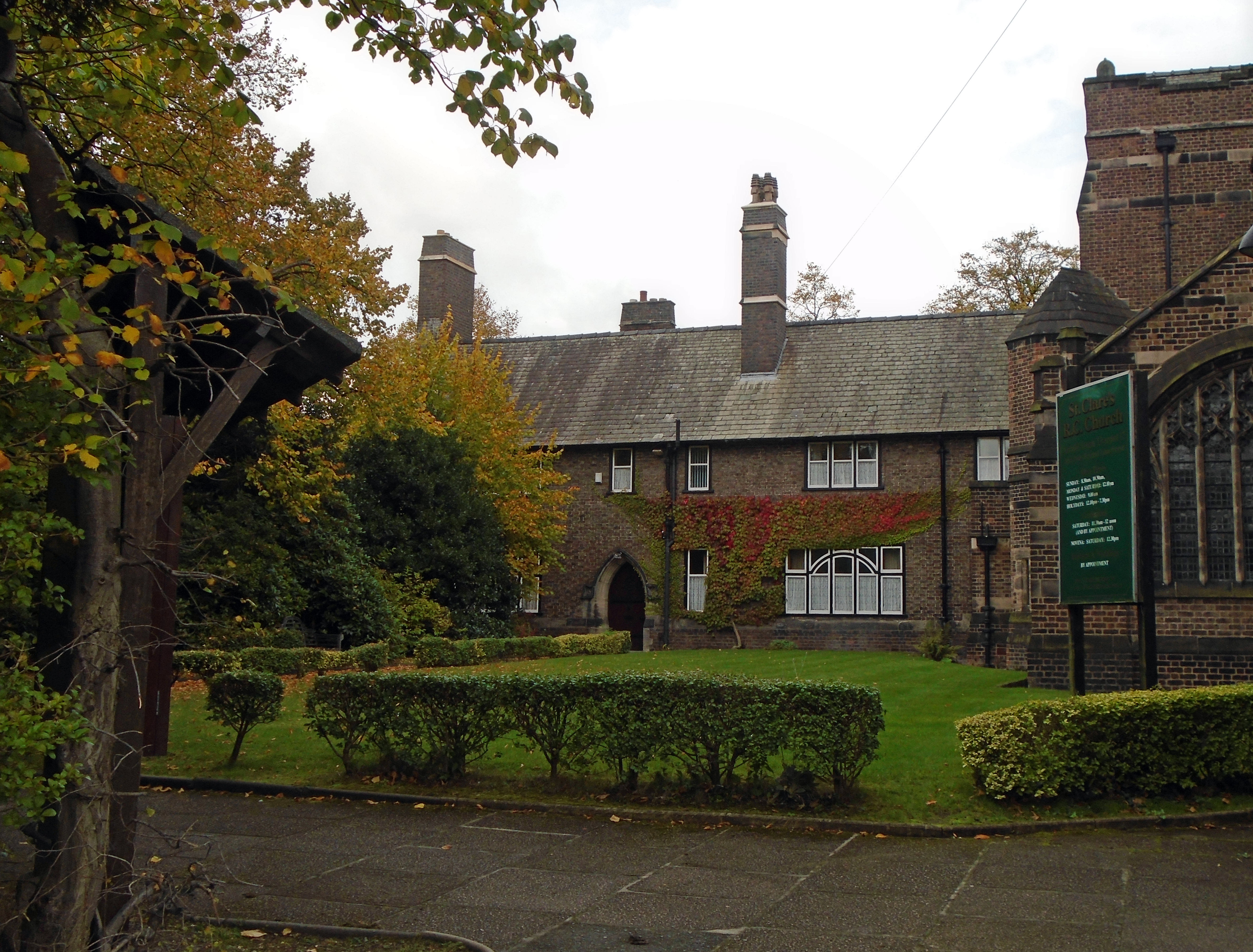
Presbitério do oeste

O presbitério de dois andares adjacente à igreja também foi projetado por Stokes e é um Grau II edifício listado. É construída em tijolo com cobertura de ardósia e estende-se a norte da capela-mor.  Sharples e Pollard consideram que os moldes curvos sobre a porta antecipam o estilo Art Nouveau.